# 比魯河

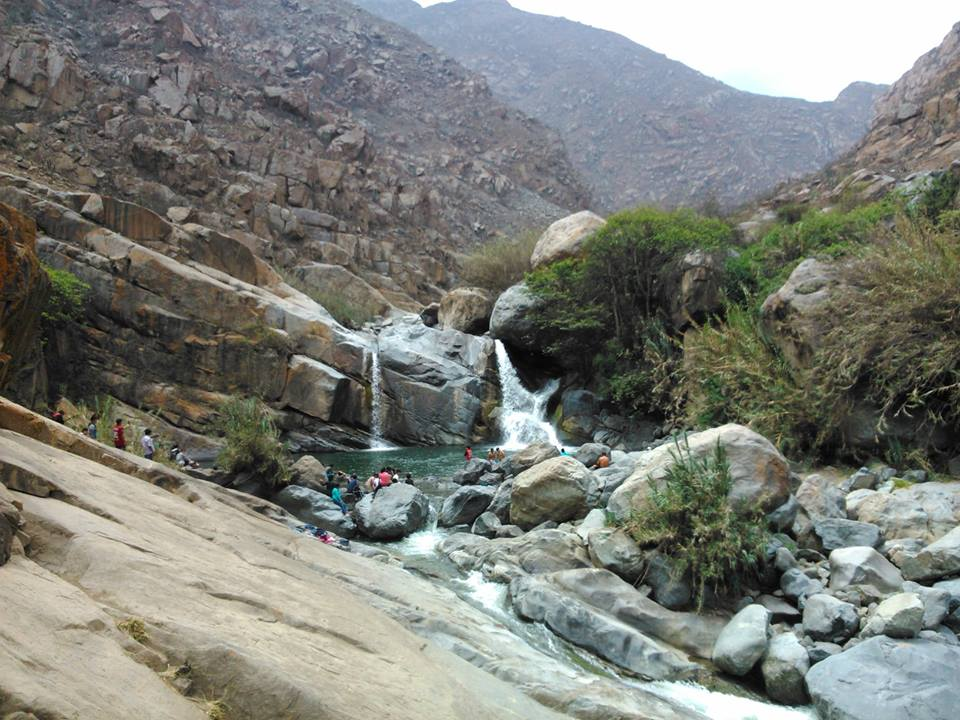
比魯河

比魯河（西班牙語：Río Virú）是秘魯的河流，由拉利伯塔德大區負責管轄，河道全長89公里，流域面積2,805平方公里，發源自安第斯山脈，最終注入太平洋。

## 外部連結
- Portal Agrario del Ministerio de Agricultura del Perú. （页面存档备份，存于）